# Die Letzten ihrer Art
Die Letzten ihrer Art (Originaltitel: Last Chance to See, Erstauflage 1990) ist eine Radioserie und ein begleitendes Buch des englischen Schriftstellers Douglas Adams und des Zoologen und Fotografen Mark Carwardine. Adams selbst bezeichnete es als das Buch, das für ihn die größte Befriedigung war.
Das Buch handelt von mehreren Reisen zwischen 1985 und 1989, die die beiden Autoren rund um die Welt führten, nach Madagaskar, Indonesien, Neuseeland, Zaire, die Volksrepublik China und Mauritius. Hier gingen sie auf die Suche nach den am stärksten bedrohten Tierarten der Welt.
Die Arbeitsaufteilung zwischen beiden wird im Buch wie folgt beschrieben:

„Mark ist ein ungemein erfahrener und bewanderter Zoologe, der damals für den World Wildlife Fund arbeitete und dessen Aufgabe im wesentlichen darin bestand, von allem eine Ahnung zu haben. Meine Aufgabe – eine, für die ich absolut qualifiziert bin – bestand darin, ein ungemein unwissender Nicht-Zoologe zu sein, für den alles wie aus heiterem Himmel zu kommen hatte.“

## Entstehung des Buchs
Das Konzept des Buchs geht ursprünglich auf ein Projekt des World Wildlife Fund und der britischen Wochenzeitung The Observer zurück, für das renommierte Autoren Reportagen über seltene Tierarten verfassten. Adams reiste 1985 nach Madagaskar, um über die seltene Lemurenart Fingertier (Aye-Aye) zu berichten, und schloss dort Freundschaft mit dem Zoologen Carwardine, der damals für den WWF arbeitete.
Aus der gemeinsamen Arbeit entstand die Idee für ein eigenes Projekt, das zunächst als Fernsehserie konzipiert wurde. Aus finanziellen Gründen entschieden sich Adams und Carwardine dann jedoch für die Produktion einer Hörfunkserie für den britischen Sender BBC, die in sechs Folgen im Oktober und November 1989 ausgestrahlt wurde. Eine Urfassung der Folge über das Aye-Aye war schon 1985 als zehnminütiger Kurzbeitrag gesendet worden.
Zeitgleich zur Serie erschien das gleichnamige Buch, das eigentlich als Kompendium gedacht war, inhaltlich allerdings teilweise deutlich von den Radio-Beiträgen abweicht. So fehlt im Buch vor allem der Beitrag über das Amazonas-Manati, weil Adams nach eigenen Angaben nicht rechtzeitig mit der Bearbeitung fertig wurde.

## Kapitelübersicht

### Zweig-Technologie
Auf Madagaskar suchten Adams und Carwardine nach dem Aye-Aye, einer nahezu ausgestorbenen, nachtaktiven Lemurenart. Früher Bewohner des afrikanischen Festlandes, fand man diese Spezies zunächst nur noch auf Madagaskar, bis sie auch hier immer weniger wurden. Daraufhin wurde eine der Insel vorgelagerte Insel Nosy Mangabe als letzter Zufluchtsort eingerichtet – Menschen dürfen nur noch mit Genehmigung hierher kommen. Wie groß die Population mittlerweile ist, ist nicht mehr festzustellen. Den Autoren gelang es jedoch immerhin, eines der Tiere zu Gesicht zu bekommen.

### Hier Hühner
Auf Komodo war der Komodowaran Ziel der Reise, eine menschenfressende Echse, die bis zu 3,50 Meter lang werden kann („was einem unwillkürlich als völlig unpassende Größe für eine Echse erscheint, vor allem, wenn sie ein Menschenfresser ist und man beabsichtigt, sich auf derselben Insel wie sie aufzuhalten.“). Ein Biss dieses „Drachen“ kann einen Menschen allein schon durch die Infektion töten, die die in seinem Speichel lebenden Bakterien auslösen. Zwar gibt es noch 5.000 Exemplare, doch lediglich 350 davon sind geschlechtsreife Weibchen. Da diese Population auf sehr beengtem Raum lebt und somit Änderungen in ihrer Umwelt leicht Auswirkungen auf ihre Anzahl haben können, werden auch die Komodowarane als bedroht eingestuft.

### Ein Pillenschachtel-Hütchen aus Leopardenfell
In Zaire machten sich die Autoren auf die Suche nach der nördlichen Unterart des Breitmaulnashorns (Weißes Rhinozeros), von der zum Zeitpunkt des Besuches nur noch 22 Exemplare lebten, und suchten dabei auch die ebenfalls bedrohten Berggorillas auf. Das nördliche Breitmaulnashorn ist mittlerweile in freier Wildbahn ausgestorben, in einem Schutzgebiet in Kenia leben noch zwei weibliche Exemplare.

### Herzklopfen in der Nacht
Hier geht es um das Fjordland in Neuseeland, das Adams so umschreibt: „Würde man ganz Norwegen nehmen, es ein bißchen durchkauen und alle Elche und Rentiere rausschütteln, es dann zehntausend Meilen weit um die Welt schleudern und mit Vögeln auffüllen, wäre das Zeitverschwendung, weil es ganz offensichtlich schon jemand anders getan hat.“ Die Autoren berichten von dem Kakapo, einem flugunfähigen Papagei, und seinen Schwierigkeiten bei der Fortpflanzung. Der Ruf des Männchens ist so tief, dass ihn das Weibchen, wenn es ihn hört, nicht genau lokalisieren kann – es hängt also vom Zufall ab, ob sich die beiden treffen. Ob auf dem neuseeländischen Festland noch Kakapos lebten, war damals unklar, auf einer vorgelagerten Insel (Codfish Island) finden sie mit Hilfe eines Spürhunds ein männliches Exemplar namens Ralph.

### Blinde Panik
In diesem Kapitel wird erklärt, warum in Australien das Wasser anders in den Abfluss fließt als in Europa. Was allerdings nicht erklärt, warum auch die Zahlen auf den Telefonen anders angeordnet sind. In der Volksrepublik China, wo das Wasser und das Telefon zwar wie in Europa, alles andere aber anders ist, suchen Adams und Marc Carwardine den blinden Yangtse-Delfin. Dieser stand bei Veröffentlichung des Buches kurz vor der Ausrottung, weil der Fluss vergiftet und zu stark von Motorbooten befahren war. Dadurch ist den Delphinen die akustische Orientierung unmöglich. Um 2006 wurde vermutet, dass die Art inzwischen ausgestorben ist.

### Selten oder selten selten?
Eigentlich wollten die Autoren auf Mauritius die Rodrigues-Flughunde finden – sie wurden aber davon überzeugt, dass es auf der Insel wesentlich seltenere (und seltsamere) Tiere, besonders Vögel, gibt. Daher änderten sie kurzfristig ihre Pläne und ließen sich u. a. den Mauritiussittich, die Rosataube und den Mauritiusfalken zeigen. Außerdem macht sich Adams Gedanken zum letzten, dreifach eingezäunten Exemplar des Café marron auf Rodrigues.

### Vom Stochern in der Asche
Dieses Kapitel enthält eine freie Nacherzählung einer der antiken Sagen der sibyllinischen Bücher. Die ursprüngliche Geschichte stammt aus der Zeit um 520 v. Chr.  und handelt von der Sibylle von Cumae, einer Seherin, die dem römischen König Tarquinius Superbus neun Bücher mit geheimem, göttlichen Wissen zum Kauf anbietet. Bei Adams bietet eine alte Frau Städtern Bücher mit dem gesamten Weltwissen zum Kauf an.
Die Sage ist hier eine Metapher für den Verlust von Wissen über die Natur und die Vernichtung der Artenvielfalt. Die Städter der Geschichte lehnen den Kauf ab und lassen so durch Unglauben, Geiz und Ignoranz unschätzbares Wissen verloren gehen. Die Bücher stehen sinnbildlich für das Naturerbe der Welt und für das, was wir unwiederbringlich verlieren, wenn wir nicht rechtzeitig handeln.

### Marks letzte Worte
Das letzte Kapitel ist ein persönlicher Abschluss des Buches. Es unterscheidet sich stilistisch vom Rest des Buches, denn es ist ernster, persönlicher und nachdenklicher. Es ist eine kritische Reflexion über den Zustand der Natur und den menschlichen Umgang mit bedrohten Arten angesichts von Gleichgültigkeit, Bürokratie und wirtschaftlichen Interessen. Adams macht sich Gedanken darüber, ob die wenigen Personen, die sich dem Aussterben einzelner Arten entgegenstemmen, dies auch können. Das Kapitel ist ein eindringliches Plädoyer dafür, dass man nicht einfach akzeptieren darf, was mit der Natur geschieht. 

## Fernsehserie 2009
Eine Fernsehadaption scheint des Öfteren angedacht worden zu sein. Laut BBC-Website haben Adams und Carwardine spätestens 2001 über eine Neubelebung der Serie diskutiert und auch gemeinsame Reisen zur Recherche unternommen. Adams’ Tod im gleichen Jahr verhinderte jedoch zunächst eine Umsetzung.
Im April 2007 kündigte die BBC schließlich die Produktion einer Fernsehserie unter dem Titel Last Chance to See an. An Adams’ Stelle begleitete Carwardine nun der Schauspieler und Schriftsteller Stephen Fry, der eng mit Adams befreundet war. Ursprünglich sollte die Produktion das weitere Schicksal der zuvor in der Originalserie und dem -buch behandelten Tierarten darstellen, wich aber stellenweise von diesem Konzept ab. So kommt z. B. der mittlerweile wohl ausgestorbene Jangtse-Flussdelphin in der neuen Serie nicht mehr vor. Die Folgen wurden zwischen Dezember 2007 und April 2009 produziert und ab September 2009 ausgestrahlt. Die TV-Serie wird ebenfalls von einem Buch begleitet, das Mark Carwardine verfasst hat.
| Originaltitel        | Deutscher Titel                             |
| -------------------- | ------------------------------------------- |
| Amazonian Manatee    | Das Amazonas-Manati                         |
| Northern White Rhino | Das Ende der Weißen Nashörner               |
| Aye-Aye              | Das Aye-Aye – Das hässlichste Tier der Welt |
| Komodo Dragon        | Die Insel der Komodo-Drachen                |
| Kakapo               | Komischer Vogel Kakapo                      |
| Blue Whales          | Die Bucht der Blauwale                      |

## Ausgaben
- Douglas Adams, Mark Carwardine: Die Letzten ihrer Art, Heyne 1992, ISBN 3-453-06115-2
- Douglas Adams, Mark Carwardine, Rainer Gussek, Dietmar Mues: Die Letzten ihrer Art (Hörbuch deutsch), Dav 2003, ISBN 3-89813-228-5
- Douglas Adams, Mark Carwardine: Die Letzten ihrer Art (CD-ROM), Systhema 1995, ISBN 3-634-23000-2